# Brandon Vazquez
Brandon Vázquez Toledo (ur. 14 października 1998 w San Diego) – amerykański piłkarz pochodzenia meksykańskiego występujący na pozycji napastnika, reprezentant Stanów Zjednoczonych, od 2025 roku zawodnik Austin FC.
Jego rodzice pochodzą z meksykańskiej Guadalajary.